# Monroeville (Alabama)
Monroeville − miasto w południowo-wschodniej części Stanów Zjednoczonych, w Alabamie, stolica hrabstwa Monroe.

## Demografia
- Liczba ludności: 5734 (2023)[1]
- Gęstość zaludnienia: 165,2 os./km² (2023)
- Powierzchnia: 34,7 km² (2023)

Według spisu dokonanego w 2000 roku przez United States Census Bureau miasto zamieszkiwało 6 862 mieszkańców. Było tam 2 687 gospodarstw domowych, które zamieszkiwało 1 870 rodzin. Gęstość zaludnienia wynosiła wtedy 203,0 os./km². W mieście wybudowanych było 3 016 domów (ich gęstość to 89,2 domu/km²).
Podział mieszkańców według ras (stan na 2000 rok):
- 53,09% − Biali
- 44,84% − Afroamerykanie
- 0,38% - rdzenni Amerykanie
- 0,58% − Azjaci
- 0,15% − inne rasy
- 0,96% − z dwóch lub więcej ras
- 0,90% − Hiszpanie lub Latynosi